# Nowa baśń
Nowa baśń – cykl powieści Teodora Parnickiego wydawany w latach 1962–1970.
Pierwszy tom cyklu nawiązuje do Srebrnych orłów, jego akcja rozgrywa się pod koniec XI wieku. Całość sięga po wiek XX i zagarnia w swoje uniwersum pisane równolegle powieści. Cykl jest baśnią o rodowodzie swego twórcy i jednocześnie nawiązaniem do Króla-Ducha. Tytuł nawiązuje do powieści Józefa Ignacego Kraszewskiego Stara baśń.

## Zawartość
- Robotnicy wezwani o jedenastej (1962)
- Czas siania i czas zbierania (1963)
- Labirynt (1964)
- Gliniane dzbany (1965)
- Wylęgarnie dziwów (1967)
- Palec zagrożenia (1970)

Do powieści-satelitów związanych tematycznie i ideowo z cyklem należą:
- Tylko Beatrycze (1962)
- I u możnych dziwny (1964)
- Zabij Kleopatrę (1968)